# Cimática
Cimática é o estudo das ondas. Está associado aos padrões físicos produzidos pela interação de ondas sonoras em um meio.
Um experimento simples demonstrando a visualização da cimática pode ser feito espalhando areia sobre um disco de metal e fazendo-o vibrar. Por exemplo, passando um arco de violino na borda do disco a areia se organizará em padrões de onda estacionária como simples círculos concêntricos. Quanto mais alta a frequência, mais complexas as formas produzidas, sendo certas formas similares às mandalas tradicionais.

## História
O estudo dos padrões produzidos por corpos em vibração são antigos. Galileu Galilei foi dos primeiros a notar que um corpo em oscilação apresenta padrões regulares.

Em 8 de de 1680 Robert Hooke conseguiu ver os padrões nodais associados aos modos de vibração de discos de vidro. Hooke passou um arco ao longo da borda de um prato de vidro coberto com farinha, e viu os padrões nodais emergirem.
O termo, criado por Hans Jenny, cientista suíço que realizou importantes pesquisas sobre o assunto e as publicou em seu livro Kymatik, Deriva do grego kyma (κύμα), que significa "onda", e ta kymatika (τα κυματικά), que significa "assuntos referentes a ondas".
A cimática foi explorada por Jenny em seu livro de 1967, Kymatik.
Inspirado pela teoria dos sistemas e pelo trabalho de Ernst Chladni, Jenny iniciou uma investigação sobre fenômenos periódicos, especialmente a observação visual do som. Usou ondas estacionárias, amplificadores piezoelétricos, e outros métodos e materiais.

## Influências na arte
O livro de Jenny influenciou Alvin Lucier e, em conjunto com Chladni, conduziu à composição de Lucier Queen of the South. O trabalho de Jenny foi também acompanhado pelo fundador do Center for Advanced Visual Studies (CAVS) Gyorgy Kepes no MIT. O seu trabalho nesta área inclui uma peça de folha metálica em vibração por acústica na qual pequenos furos foram feitos numa grelha. Há pequenas chamas de gás a ser queimado através destes furos e são visíveis padrões de termodinâmica com esta instalação.
Baseado em trabalho efectuado neste campo, o fotógrafo Alexander Lauterwasser capta imagens de superfícies aquosas colocadas em movimento por fontes de som desde puras ondas sinosóidais, música de Ludwig van Beethoven, Karlheinz Stockhausen, do grupo de electroacústica Kymatik(que frequentemente grava em som surround ambisónico),e Canto_difônico.
Em 2007 Thomas J. Mitchell e o seu filho Stuart disseram à imprensa que tinham descodificado "frozen music" baseados em esculturas da Capela de Rosslyn, na Escócia, em parte usando cimática.
Julga-se que as esculturas em pedra da Capela de Rosslyn tenham referências a padrões cimáticos tendo os dois Mitchell criado uma obra concebida usando uma correspondência cimática/padrão Chladni aos 13 símbolos geométricos esculpidos na face de 213 cubos que reçaltam em 14 arcos. A essa obra deram o nome de The Rosslyn Motet. Em 2018, o compositor Panayiotis Kokoras, escreve “Cymatics”. A obra, para percussão solo, tem a particularidade de ter como única fonte instrumental um prato amplificado. Foi estreada em Denton-Texas, EUA, em abril de 2018,  pelo músico português, Nuno Aroso.